# Богоявленское сельское поселение
Богоявленское сельское поселение  — муниципальное образование в Константиновском районе Ростовской области.
Административный центр поселения — станица Богоявленская.

## Административное Устройство
В состав Богоявленского сельского поселения входят:
- станица Богоявленская,
- хутор Камышный,
- хутор Кастырский,
- хутор Упраздно-Кагальницкий.

## Население
| 2010  | 2012  | 2013  | 2014  | 2015  | 2016  | 2017  |
| ----- | ----- | ----- | ----- | ----- | ----- | ----- |
| 2078  | ↘2053 | ↘2030 | ↗2047 | ↘2027 | ↘1992 | ↘1964 |
| 2018  | 2019  | 2020  | 2021  |       |       |       |
| ↘1941 | ↘1928 | ↘1894 | ↘1854 |       |       |       |